# Villasalto
Villasalto ist eine italienische Gemeinde (comune) mit 938 Einwohnern (Stand 31. Dezember 2023) in der Metropolitanstadt Cagliari auf Sardinien. Die Gemeinde liegt etwa 39,5 Kilometer nordöstlich von Cagliari am Parco Geominerario Storico ed Ambientale della Sardegna. Durch die Gemeinde fließt die Flumendosa. Zahlreiche Höhlen und Grotten befinden sich im Gebiet von Villasalto. Lange wurden hier Mineralien abgebaut.

## Verkehr
Durch die Gemeinde führt die Strada Statale 387 del Gerrei von Cagliari nach Muravera.

## Einzelnachweise

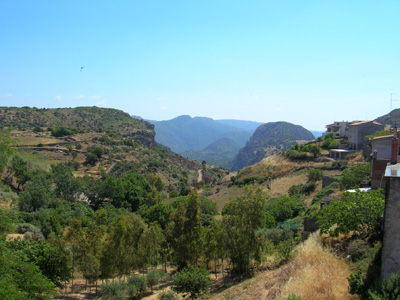
Blick von Villasalto auf die Gegend